# Liste der Monuments historiques in Arrentières
Die Liste der Monuments historiques in Arrentières führt die Monuments historiques in der französischen Gemeinde Arrentières auf.

## Liste der Immobilien
| Bezeichnung           | Beschreibung                                                                                    | Standort                 | Kennzeichnung | Schutzstatus | Datum | Bild           |
| --------------------- | ----------------------------------------------------------------------------------------------- | ------------------------ | ------------- | ------------ | ----- | -------------- |
| Château d’Arrentières | Burg, 1238 erwähnt, im 18. Jahrhundert zum Schloss umgebaut; mit Gräben, Wällen und zwei Türmen | Chemin du Château (Lage) | PA00132584    | Classé       | 1994  | weitere Bilder |

## Liste der Objekte
| Bezeichnung                      | Beschreibung | Standort                        | Kennzeichnung | Schutzstatus | Datum | Bild |
| -------------------------------- | --- | ------------------------------- | ------------- | ------------ | ----- | ---- |
| Skulptur Madonna mit Kind (1)    | Kalkstein, übertüncht, Ende des 16. Jahrhunderts | in der Kirche St-Jacques (Lage) | PM10004546    | Inscrit      | 1985  |      |
| Hauptaltar                       | Altaraufbau, Tabernakel und Retabel; Holz, farbig gefasst und vergoldet, 1740 von Jean-Baptiste oder Jaquette Bouchardon; zugehörig PM10003028 bis PM10003030 | in der Kirche St-Jacques (Lage) | PM10000048    | Classé       | 1975  |      |
| Skulptur Heiliger Rochus         | Holz, farbig gefasst und vergoldet, 1740 von Jean-Baptiste oder Jaquette Bouchardon; verschwunden                                                             | in der Kirche St-Jacques (Lage) | PM10003028    | Classé       | 1975  |      |
| Altarkreuz                       | Holz, farbig gefasst und vergoldet, 1740 von Jean-Baptiste oder Jaquette Bouchardon                                                                           | in der Kirche St-Jacques (Lage) | PM10003029    | Classé       | 1975  |      |
| Skulptur Heiliger Jakobus (1)    | Holz, farbig gefasst und vergoldet, 1740 von Jean-Baptiste oder Jaquette Bouchardon                                                                           | in der Kirche St-Jacques (Lage) | PM10003030    | Classé       | 1975  |      |
| Grabstein für Jean de La Barre   | Kalkstein, bezeichnet 1531 | in der Kirche St-Jacques (Lage) | PM10000046    | Classé       | 1913  |      |
| Skulptur Heiliger Jakobus (2)    | Holz, farbig gefasst und vergoldet, 18. Jahrhundert | in der Kirche St-Jacques (Lage) | PM10004544    | Inscrit      | 1975  |      |
| Skulptur eines heiligen Bischofs | Kalkstein, farbig gefasst und vergoldet, 16. Jahrhundert | in der Kirche St-Jacques (Lage) | PM10000047    | Classé       | 1975  |      |
| Grabstein für Hugues Gradey      | Kalkstein, bezeichnet 1567 | in der Kirche St-Jacques (Lage) | PM10000045    | Classé       | 1913  |      |
| Skulptur Madonna mit Kind (2)    | Holz, farbig gefasst und vergoldet, 18. Jahrhundert | in der Kirche St-Jacques (Lage) | PM10004543    | Inscrit      | 1975  |      |